# Sínodo de Constantinopla (1082)

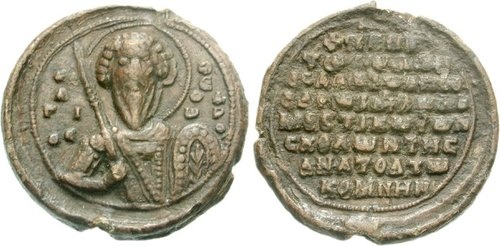
Selo de Isaac como protoproedro e doméstico das escolas do Oriente na década de 1070

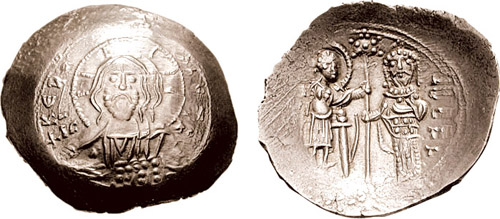
Histameno de eletro dos primeiros anos do reinado do imperador r.

O Sínodo de Constantinopla de 1082 foi um sínodo convocado pelo imperador Aleixo I Comneno (r. 1081–1118) para discutir o uso de bens da Igreja para pagamento de despesas militares nas guerras bizantino-normandas. Antes desse encontro, Isaac, irmão do imperador, deu-lhe dinheiro das propriedades da Igreja para sua campanha contra Roberto Guiscardo, que naquele momento estava atacando os domínios bizantinos e preparava-se para invadir os Bálcãs. Dentre os objetos cooptados havia prata e ouro das portas da Igreja de Maria de Calcoprateia, em Constantinopla.
O sínodo foi convocado pelo imperador e realizado em Santa Sofia. Isaac, decidido que a única forma de pagar as campanhas do irmão seria através dos tesouros da Igreja, propôs o plano em um discurso diante dos presentes, alegando que apenas objetos que não estivessem em uso seriam vendidos. Seu discurso convenceu os presentes e foi autorizado a utilizar os bens da Igreja, contudo foi contestado e ridicularizado pelo clérigo João Metaxas.
Tal resultado incitou Leão da Calcedônia a enviar carta a Aleixo exigindo a deposição de Eustrácio (1081–1084) e sua substituição por Cosme I (1076–1081), que fora deposto no ano anterior, bem como instando uma investigação formal na qual se investigaria os brévios dos fundadores dos mosteiros para saber quais bens deveriam ser restituídos. Essa oposição, apoiada pelos calcedônios, obrigou Aleixo a realizar concessões. Em 5 de agosto de 1082, emitiu uma bula dourada na qual ordenou a restituição a ser feita de todos os objetos sagrados já empregados pelo Estado, e declarou ser sacrilégio qualquer um no futuro usar tesouros da Igreja para usos seculares. Esse ato se assemelha muito com a apropriação de bens da Igreja e posterior promessa de devolução feita pelo imperador Heráclio (r. 610–641) quando de sua guerra contra o Império Sassânida.